# Hahn im Korb (Roman)
Hahn im Korb ist der erste Roman von Andrea Camilleri, verfasst 1968, lange bevor Camilleri mit seiner Commissario-Montalbano-Serie berühmt wurde. Tatsächlich fand Camilleri für diesen Roman lange Zeit keinen Verleger, sodass er unter dem italienischen Originaltitel Il corso delle cose (Der Lauf der Dinge) erst 1978 veröffentlicht wurde. Die deutschsprachige Erstausgabe erschien in der Übersetzung durch Monika Lustig 2002 im Piper Verlag.

## Besonderheiten
Hahn im Korb spielt in einem Dorf auf Sizilien. Im Vorwort bemerkt der gebürtige Sizilianer Camilleri, dass ihm kein anderer Handlungsort so vertraut sei wie die süditalienische Insel, und er verspricht dem Leser eine authentische Wiedergabe der sizilianischen Sitten und Charaktere.
Dies schlägt sich insbesondere in der verwendeten Sprache nieder: Der sizilianische Dialekt ist im italienischen Original unverkennbar durch leichte orthografische Veränderungen an den italienischen Ausdrücken. Einige Dialektwörter werden direkt in den Text übernommen und kursiv gesetzt.
Die Erzählung ist in viele relativ kurze Abschnitte gegliedert, in denen die handelnden Figuren jedes Mal wechseln. Camilleri wendet eine komplexe Parallelmontagetechnik für die Ereignisse an, die den Leser anfangs verwirren kann.

## Genre
Hahn im Korb wird gemeinhin der Kriminalliteratur zugerechnet. Es ergeben sich bei genauerem Hinsehen jedoch einige Schwierigkeiten, die diesen Roman vom klassischen Detektivroman abgrenzen:
- Die Figur des Detektivs wird eigentlich nicht vom Polizisten übernommen, sondern von der bedrohten Person Vito selbst.
- Vito ist keine besonders auffällige, exzentrische oder schrullige Persönlichkeit, wie dies in der Detektivroman-Theorie oft gefordert wird.
- Die Erzählperspektive ist derart vielfältig, dass der Leser Schwierigkeiten hat, sich wie im klassischen Detektivroman selbst an der Auflösung zu beteiligen.
- Es gibt kein klassisches Finale, in dem der Fall aufgeklärt wird und die Schuldigen für ihre Taten büßen müssen.

## Handlung
Ein Toter wird gefunden und am Abend werden zwei Schüsse auf den Hühnerzüchter Vito abgegeben. Der weiß gar nicht, wie ihm geschieht: Er ist sicher, in seinem ganzen Leben nichts verbrochen zu haben. Es entspinnt sich ein Netz falscher Verdächtigungen und Intrigen, bis Vito begreift, dass er selbst der Schlüssel zur Lösung des Rätsels ist.

## Vollständige Inhaltsangabe
Auf einem Feld neben dem Dorf entdeckt ein Bauer einen Toten, dem man seine Schuhe auf die Brust gestellt hat. Maresciallo Corbo und der Bauer folgern: Der Mann wollte verschwinden. Corbo identifiziert den Toten als Gaetano Mirabile, einen Schäfer. Der Bauer behauptet im Verhör, er habe den Toten sofort nach dem Fund gemeldet und ihn nie zuvor gesehen. 
Vito, ein Hühnerzüchter, trifft spätabends zufällig Dottor Scimeni und dessen humpelnde Tochter Carmela. Scimeni will ihn am nächsten Abend zu Hause empfangen. Als er an seine Haustür kommt, schlägt direkt neben ihm ein Schuss in die Hauswand ein. Kaum hat Vito die Tür hinter sich zugezogen, fällt ein zweiter Schuss, der dieselbe Stelle trifft. Panisch rennt Vito in sein Schlafzimmer und bekommt die ganze Nacht kein Auge zu, immer wieder die Frage wälzend, was er wohl getan habe. Er ist sicher, dass er sich nichts hat zuschulden kommen lassen. Im Dorf wird er „l'ombra“ (Schatten) genannt, weil er sich stets so unauffällig und opportunistisch verhält. Auch Corbo hat die Schüsse gehört und läuft sofort in Richtung zu Vitos Haus, findet dort aber nichts. 
Der Bauer sagt schließlich aus, den Toten schon vor drei Tagen gefunden und vom Sehen gekannt zu haben. Doch dieser hatte einen Zettel an die Brust geheftet, auf dem stand, dass der Finder erst nach drei Tagen die Polizei benachrichtigen sollte. Am Hafen trifft Corbo Vito und erklärt ihm, dass die Schüsse wohl eine Warnung sein sollten. Vito will davon nichts hören, auch nicht glauben, dass die Schüsse mit dem Mord zusammenhängen könnten.
Bei Maresciallo Corbo trifft Bartolini von der Guardia di Finanza ein: Der Mord an dem Schäfer ist offenbar eine größere Sache. Bartolini erzählt, was er über Mirabile weiß: Er hat offenbar Drogen in Orangen aus Wachs geschmuggelt, zwei davon gestohlen und flüchten wollen.
Vito geht wie verabredet zu Dottor Scimeni, der ihm seinen Hühnerstall abkaufen will, und zwar für den doppelten Wert. Vito soll mit dem Geld das Dorf verlassen.
Auf dem Heimweg zerrt der blinde Mammarosa Vito in sein Haus: Er hat zwei Personen gehört, die schon am Vorabend da waren, einer davon humpelte. Sicherheitshalber schläft Vito bei Mammarosa. Am nächsten Morgen wecken ihn zehn Schüsse: Das Fest für den Dorfheiligen San Calogero beginnt. Pinuzzo und Vito begeben sich zum Hühnerstall, wo sie entsetzt feststellen, dass dreihundert Hennen geköpft in einer Ecke liegen. Vito geht nun zu Peppi Monacu, mit dessen Frau Vito ein Verhältnis hatte, solange ihr Mann im Gefängnis saß, und droht ihm. Doch Peppi hat mit der Sache offenbar auch nichts zu tun und dass das halbe Dorf mit seiner Frau ins Bett geht, stört ihn nicht mehr. Vor dem Haus stehen zwei Männer. Vito möchte von Peppi nach Hause begleitet werden. Im Dorf ist das San-Calogero-Fest jetzt in vollem Gange.
Vito betrachtet von seinem Balkon aus die San-Calogero-Prozession. In seinem Anzug entdeckt er eine Postkarte mit der Abbildung eines Sanatoriums, der Klinik, in der Carmela Scimeni war. Er hatte die Karte fünf Tage zuvor in seinem Weinberg gefunden und bei der Hochzeit, zu der er an dem Tag eingeladen war, herausgeholt. Jetzt wird ihm klar, dass die Flecken, die er im Weinberg gesehen hatte, nicht Wein, sondern Blut waren. Vito sucht einen Ausweg, der einzige, der ihm einfällt, ist sein Freund Masino, ein Cafébesitzer. Zur Sicherheit nimmt er seine Pistole mit.
Vito und Masino sind zum Meer gefahren, um in Ruhe reden zu können. Vito erzählt alles. Masino nimmt die Karte, reißt sie in Stücke und wirft sie ins Wasser. Vito begreift, dass Masino zur Bande gehört und mit Carmela Scimeni ein Verhältnis hat. Masino schlägt vor, dass Vito einfach alles vergessen soll. Vito dreht durch und zieht seine Pistole. Corbo und ein Kollege erreichen die Stelle, als ein Schuss fällt. Masino zielt auf den Carabiniere, der ihn panisch erschießt. 
Zwei Männer diskutieren abschließend das Geschehen. Dass Masino Vito seine Pistole in den Mund gestopft hat, erklärt der eine von beiden mit Hass und Eifersucht: In dieser Gegend werde immer nur wegen Frauen gestorben.